# Google TV

Logo van Google TV

Google TV was een platform van Google voor smart-tv's, en werd mede ontwikkeld door Intel, Sony en Logitech. Het platform werd geïntroduceerd op 6 oktober 2010 en is beëindigd in juni 2014.

## Beschrijving
Met Google TV werd het besturingssysteem Android versie 3.2 geïntegreerd met Googles webbrowser Chrome om zo een interactieve laag over bestaande videosites te krijgen. Het Google TV-platform werd aangeboden aan fabrikanten om deze te verwerken in hun producten.
De hardware van de eerste generatie was gebaseerd op processors met x86-architectuur en werd geproduceerd door Logitech en Sony. De tweede generatie kreeg een ARM-architectuur en meer partners stapten in het project, waaronder LG, Samsung, Vizio, Hisense, Netgear en Asus.
In 2013 werden meer apparaten aangekondigd die Google TV gingen ondersteunen. Echter, een jaar later in 2014 werd Google TV beëindigd en opgevolgd door Android TV. Dat platform is meer gebaseerd op Android en kreeg een vernieuwde gebruikersinterface en ondersteuning voor draadloos afspelen van media.

## Ontvangst
Google TV werd overwegend negatief ontvangen in recensies. Men prees de goede ideeën die veel potentie hadden, maar kritiek was er op de matige en incomplete afwerking van het product.

## Doorstart

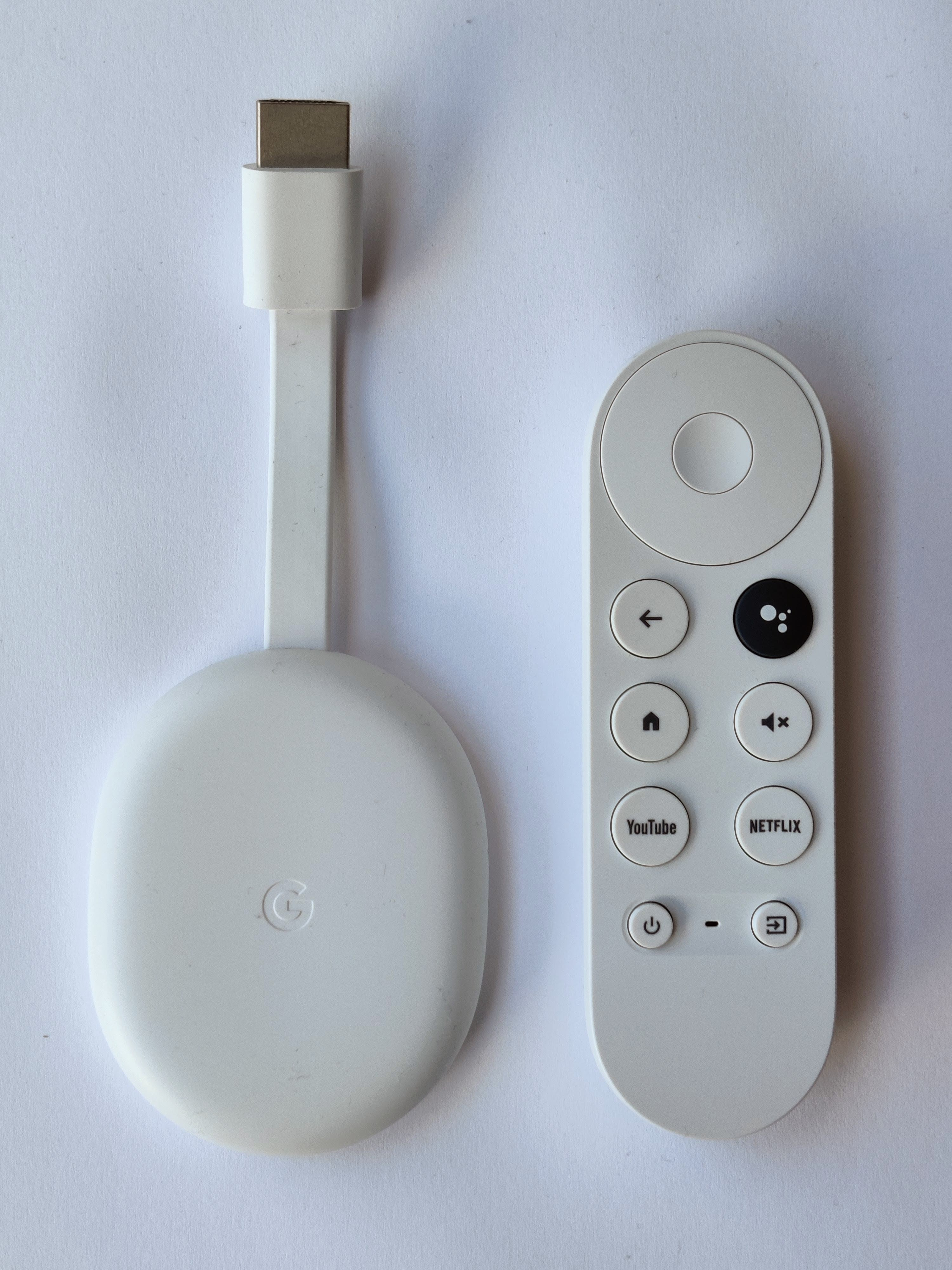
Google Chromecast met Google TV

Google TV maakt sinds oktober 2020 een doorstart op de nieuwe Chromecast in de vorm van een Google besturingssysteem op een dongle met intern geheugen, afstandsbediening en USB-C-aansluiting. Google TV biedt onder meer het tegelijk doorzoeken van streamingdiensten, ondersteuning voor games en randapparatuur zoals toetsenbord, muis en webcam (voor videobellen). Daarbij kan er zowel draadloos als bedraad een verbinding met het internet worden gemaakt.